# Ari Monteiro
Ari Monteiro (Rio de Janeiro, 20 de dezembro de 1905 — ???) foi um compositor brasileiro.
Ari Monteiro foi considerado um dos mais importantes co-autores da música popular brasileira, compondo grandes sucessos ao lado de gênios como Ataulfo Alves, Zé Kéti, Custódio Mesquita, Nélson Cavaquinho, João do Vale, Pedro Caetano, Wilson Batista, Luiz Gonzaga, Geraldo Pereira, Monsueto Menezes, João da Baiana, Orestes Barbosa e Zé da Zilda. Com Irani de Oliveira e Roberto Martins compôs grande parte de seu vasto repertório. De uma versatilidade fora do comum, Ari compunha desde uma simples marchinha carnavalesca até um requintado fox, passeando também por gêneros como o samba, o forró e o xote.
Seus maiores êxitos foram os sambas Rugas, em parceria com Nélson Cavaquinho e Augusto Garcês, gravação original de Ciro Monteiro e, com Irani de Oliveira, Padroeiro do Brasil, um tributo a São Jorge, que foi lançado na voz de Sandra Helena, com inúmeras regravações. Ari Monteiro foi o compositor brasileiro que mais homenageou o Santo Guerreiro dentro da MPB. Para a festa momesca, suas canções de maior destaque foram Cadê Zazá” e Até Moscou, ambas registradas em disco por Carlos Galhardo, seu principal intérprete, com trinta e seis músicas gravadas.
Além de Galhardo, outros importantes nomes do nosso cancioneiro popular gravaram Ari. Entre os cantores, em variados gêneros, destacam-se de Ary Lobo, Bob Nelson, Caetano Veloso, Cauby Peixoto, Ciro Monteiro, Gerson Filho, Gilberto Alves, Ivon Cury, Jackson do Pandeiro, Jair Alves, Jamelão, Jorge Goulart, Léo Villar, Luiz Cláudio, Luiz Gonzaga, Luiz Vieira, Marçal, Marcos Sacramento, Mauro Diniz, Moreira da Silva, Nélson Gonçalves, Orlando Silva, Paulinho da Viola, Roberto Paiva, Roberto Silva, Ruy Rei, Wilson Simonal, Zé Trindade e Zeca Pagodinho. Já entre as intérpretes femininas, citam-se Ângela Maria, Araci Costa, Aracy de Almeida, Bebel Gilberto, Beth Carvalho, Carmélia Alves, Dircinha Batista, Dora Lopes, Emilinha Borba, Isaurinha Garcia, Leny Andrade, Linda Batista, Linda Rodrigues, Lolita Rios, Maria Bethania, Marinês, Marion Duarte, Neusa Maria, Odete Amaral, Tereza Cristina, Tia Surica e Valesca. Conjuntos importantes como Anjos do Inferno, Demônios da Garoa e Quatro Ases e Um Coringa também prestigiaram o autor com suas interpretações.
Ari Monteiro compôs aproximadamente duzentas e trinta canções, a maioria registrada fonograficamente. Morreu completamente esquecido em data ignorada.

## Composições
- 1.A colombina de Portugal (c/ Aristides Chaves)
- 2.A Dança do Ki Fá Fá (com Roberto Martins)
- 3.A Hora da Onça (com Zilda do Zé)
- 4.A vida é bela (c/ Bruno Marnet)
- 5.Adeus (com Peter Pan)
- 6.Ai Maezinha (com Geraldo Pereira)
- 7.Ai Que Saudade Dela (com Geraldo Pereira)
- 8.Aleluia (c/ Irani de Oliveira)
- 9.Amargura (c/ Genival Macedo)
- 10.Amor de hoje (com Bruno Marnet)
- 11.Antigamente Era Assim (com Custódio Mesquita)
- 12.Apertadinho (c/ Airão Reis)
- 13.As coisas boas do Norte (c/ Orlando Trindade)
- 14.Até Moscou (com Custódio Mesquita)
- 15.Até Qualquer Dia (com Zé da Zilda)
- 16.Aula de Francês (com Zé da Zilda)
- 17.Baião do pachá (c/ Irani de Oliveira)
- 18.Bate de Mansinho (com Dias da Cruz)
- 19.Beija-me Mais (com José Batista)
- 20.Beira Mar (com João Silva)
- 21.Bloco do Adolfo
- 22.Boa demais (c/ Castro Perret)
- 23.Bom Mulato
- 24.Bonde da Piedade
- 25.Bossa nova
- 26.Cabeleira de Verão (com Peter Pan)
- 27.Cabelos de Maria (com Osmar Navarro )
- 28.Cabrocha
- 29.Cachoeira
- 30.Cadê Zazá (c/ Roberto Martins)
- 31.Canção Nacional (com Peter Pan)
- 32.Canta, Vagabundo (com Roberto Martins)
- 33.Carícia (com Roberto Martins)
- 34.Carioca 58 (c/ Bruno Marnet e Bill Farr)
- 35.Carta Fatal
- 36.Carta pra Quinô (c/ Carrapeta)
- 37.Cavaleiro de Cristo (com Peter Pan)
- 38.Chega (com Raul Marques)
- 39.Coitada (com Pedro Caetano)
- 40.Com o Pensamento Em Ti (com Ataulfo Alves)
- 41.Comprei um Carro (com Peter Pan)
- 42.Conceição (c/ Ataulfo Alves)
- 43.Condução a jato (c/ Antonio Rebelo e Luiz Augusto)
- 44.Confusão no baile (c/ Antônio Bento)
- 45.Conversa fiada (c/ Adolfo Macedo e Maginot)
- 46.Conversa, Laurindo (com Zé da Zilda)
- 47.Cosme e Damião (com Roberto Martins)
- 48.Cravo Branco (com Pedro Caetano)
- 49.Creio em São Paulo (c/ Irani de Oliveira)
- 50.Dançando com Você (com Raul Longras)
- 51.De Braços Abertos (com Roberto Martins)
- 52.De Cor de Rosa
- 53.De Sol a Sol (com Alvaiade)
- 54.Decepção (com Fernando Veloso)
- 55.Dedo de Deus (c/ Raul Marques)
- 56.Deixa a gente sambar (c/ Hilarião João Batista Filho)
- 57.Deixa Eu Viver Minha Vida – Grav. Jorge Veiga
- 58.Dentro da Lua (com Roberto Martins)
- 59.Depois das dez (c/ Valter Tourinho)
- 60.Dia das Mães (com Roberto Martins)
- 61.Dia de Festa (com Roberto Martins)
- 62.Dibuiando (com Gerson Filho) - Sanfona
- 63.Diga Que Sim (com Roberto Martins)
- 64.Diploma de Otário
- 65.Dois Amigos
- 66.Dolores (com Roberto Martins)
- 67.Dono da Razão (com Dias da Cruz)
- 68.Duas Horas da Manhã (com Nélson Cavaquinho)
- 69.Duas Mulheres (com Roberto Martins)
- 70.É Mato (com Wilson Batista)
- 71.É pra Xaxar
- 72.Espada de São Jorge (c/ Ari Rabelo)
- 73.Esquina da Vida (com Luiz Antonio)
- 74.Estou com São Jorge (c/ Irani de Oliveira)
- 75.Eu quero ver (c/ Ruy Rey)
- 76.Faça de Conta (com Roberto Martins)
- 77.Falta do Que Fazer (com Peter Pan)
- 78.Festa de São Jorge (com Roberto Martins)
- 79.Festa do papai (c/ Irani de Oliveira)
- 80.Figurinha Difícil (com Roberto Martins)
- 81.Folha de papel (c/ Paulo Marques e Sávio Barcelos)
- 82.Forró do beliscão (c/ João do Vale e Leôncio)
- 83.Forró no marruá (c/ Luiz Guimarães)
- 84.Garota do balcão (c/ Genival Macedo)
- 85.Garota do Café (com Peter Pan)
- 86.Gostosinho (com Zé da Zilda)
- 87.Há Mais Espaço (com Arnaldo Passos e Gil Lima)
- 88.Hoje à noite tem (c/ João Silva)
- 89.Imigrante (c/ Irani de Oliveira)
- 90.Isabel Não Voltou (com Germano Augusto)
- 91.Já Tenho Outra Em Seu Lugar (com Geraldo Pereira)
- 92.Jardim Botânico (com Nilton Teixeira)
- 93.Juntinho de você (c/ Raul Marques)
- 94.Juro Por Deus (com Roberto Martins)
- 95.Lavita é bela (c/ Bruno Marnet e Bill Farr)
- 96.Lições de Vida (com Rubens Soares)
- 97.Linda (c/ Alventino Cavalcânti)
- 98.Lua-de-mel (c/ Bruno Marnet)
- 99.Mais uma do Barnabé (c/ Castro Vargas)
- 100.Mané Besta (com Roberto Martins)
- 101.Mané Gardino (c/ Elias Soares)
- 102.Marcha do bambolê (c/ Miguel Lima e Arino Nunes)
- 103.Marcha do beijo (c/ Irani de Oliveira)
- 104.Marcha do Cabrito (com Roberto Martins)
- 105.Mariana (c/ Barbosa Silva)
- 106.Mato (com Alvaiade)
- 107.Maxixe do beijo (c/ Roberto Martins)
- 108.Me Ajude, Doutor (c/ Elias Ramos)
- 109.Me Deixa Chorar (com Roberto Martins)
- 110.Menina Maria (c/ João Crisóstomo e Alfredo Borba)
- 111.Mentes (c/ Augusto Mesquita)
- 112.Mercador (com Wilson Batista)
- 113.Meu nêgo
- 114.Meu pandeiro (c/ Luiz Gonzaga)
- 115.Meu sentido era na bela (c/ João do Vale)
- 116.Minha esposa (c/ Irani de Oliveira)
- 117.Minha Homenagem (com Ciro Monteiro)
- 118.Minha Maria (João Crisóstomo, Alfredo Borba)
- 119.Momo quer saber (c/ Hilarião João Batista Filho)
- 120.Morena da ilha (c/ Irani de Oliveira)
- 121.Mulher de boêmio (c/ Alcebíades Nogueira)
- 122.Mundo enganador (c/ João Silva)
- 123.Não Acredito (com José Batista)
- 124.Não é covardia (c/ Raul Marques)
- 125.Não emplaca 61 (com Monsueto Menezes)
- 126.Não Me Abandones (com Roberto Martins)
- 127.Não Me Deixe Sozinho (com Roberto Martins)
- 128.Não sou bobo (c/ Nanai e L. Machado)
- 129.Não te dói a consciência (com Nélson Cavaquinho)
- 130.Não Tenho Inveja (com Del Loro)
- 131.Não tenho você (com Paulo Marques)
- 132.Neste Mundo e no Outro (com Roberto Martins)
- 133.Nicolau (com João da Baiana)
- 134.Ninando muriçoca
- 135.No Alto da Serra (com Marcelino Ramos)
- 136.Noites longas (c/ Souza Rabelo)
- 137.Nossa Melodia (com Roberto Martins)
- 138.O baile do Zé (c/ João Silva)
- 139.O Dia da Criança (com Irani de Oliveira)
- 140.O disco da Páscoa (c/ Irani de Oliveira)
- 141.O Mandarim (com Russo do Pandeiro)
- 142.O Mesmo Lar?? Mar?? (c/ Luís Antônio)
- 143.O roque errou (c/ Mara Silva)
- 144.O samba do Genaro (c/ Bruno Marnet)
- 145.O sertanejo do Norte (c/ João do Vale)
- 146.Obrigado, Amigo (com Roberto Martins)
- 147.Obrigado, São Jorge
- 148.Ogum é São Jorge (com Roberto Martins)
- 149.Olhos Divino (com Roberto Martins)
- 150.Olhos Negros (com Custódio Mesquita)
- 151.Onde Anda Meu Samba  (com Luiz Antônio)
- 152.Onde Está a Florisbela (com Geraldo Pereira)
- 153.Ôp ôp ôp (com Djalma Mafra)
- 154.Os cabelos de Maria (c/ Osmar Navarro)
- 155.Padroeiro do Brasil (com Irani de Oliveira)
- 156.Panelada de bochecha (c/ R. Evangelista)
- 157.Pecado Original (com Roberto Martins)
- 158.Pedido a São Jorge
- 159.Pelo cano (c/ Noaci Marcenas)
- 160.Petição (com Valter Tourinho e Ciro Monteiro)
- 161.Pianista
- 162.Piano de Bar (com Dora Lopes)
- 163.Podes Crer (com com Jorge de Castro)
- 164.Por Que Mentir (com Luiz Antonio)
- 165.Quando Não Estás (com Afonso Teixeira)
- 166.Quando o Inverno Passar (com Peter Pan)
- 167.Quatro Fia Fême (com João do Vale)
- 168.Quem encosta em Deus não cai (c/ João do Vale e José Ferreira)
- 169.Quem Tem Culpa Tem Medo (A. Alpoim)
- 170.Rabo de Peixe (com Roberto Martins)
- 171.Rainha do mundo (c/ Julio Ricardo)
- 172.Repórter amigo (c/ Ari Rebelo)
- 173.Resolve
- 174.Rico é gente bem (c/ Rebelo e J. Pupp)
- 175.Rifungando
- 176.Rugas (c/Nélson Cavaquinho e Augusto Garcês)
- 177.Rock do vovô (c/ Bruno Marnet)
- 178.Roedeira (c/ Gerson Filho)
- 179.Roedeira dor do amor (c/ Abdias)
- 180.Roquefu (c/ Silvio mendonça)
- 181.Rosário de amargura (c/ Luiz Vanderley)
- 182.Rua das Ilusões
- 183.Samba do passado
- 184.Santa Terezinha (com Roberto Martins)
- 185.São João na fazenda (c/ Silveira Junior)
- 186.Saudade (c/ Ari Rebelo)
- 187.Saudade da boa terra (c/ Maruim)
- 188.Saudade de Pernambuco (com João Rodrigues)
- 189.Saudade do Teu Beijo (com Nilton Teixeira)
- 190.Se você me adora (c/ Roberto Martins)
- 191.Se você quiser (c/ Luiz Carlos)
- 192.Se Você Souber
- 193.Sem teu amor (c/ Jamelão)
- 194.Separação (com Roberto Martins)
- 195.Show da Central (c/ J. Batista e Paulo Gesta)
- 196.Só (com Roberto Martins)
- 197.Só Para Mulheres (com Wilson Batista)
- 198.Só Você (com Arnô Canegal)
- 199.Sombra do passado (c/ Raimundo Olavo)
- 200.Sou Feliz (com Augusto Mesquita)
- 201.Talvez (com José Maria de Abreu)
- 202.Também Tenho (c/ Peterpan)
- 203.Tanto Faz (c/ Luís Antônio)
- 204.Te Quero Tanto (com Lourival Faissal)
- 205.Tempo Quente (com Talismã)
- 206.Tentação Divina
- 207.Timidez
- 208.Tomada de Mossoró
- 209.Trala Lá (com Roberto Martins)
- 210.Tua Carta (com Roberto Martins)
- 211.Tudo Eu Fiz (com Jorge de Castro)
- 212.Tum-tum-tum (c/ Cristóvão de Alencar)
- 213.Turi Turê (com Roberto Martins)
- 214.Último Sonho (com Afonso Teixeira)
- 215.Um de nós dois (c/ Arnaldo Moreira e Anselmo Peixoto)
- 216.Um Vaqueiro na Cidade (c/ Peterpan)
- 217.Uma Cruz na Estrada (com Irani de Oliveira)
- 218.Unhas do Santo (com Orestes Barbosa)
- 219.Vai saudade... (c/ Irani de Oliveira)
- 220.Valsa de Formatura (com Irani de Oliveira)
- 221.Vem cá, xodó (c/ Hianto de Almeida)
- 222.Vieram me contar (c/ Umberto Silva)
- 223.Vivo Bem (com Zé Kéti)
- 224.Você e o Samba
- 225.Volta pra Casa, Madalena
- 226.Volta, Meu Amor (com Roberto Martins)
- 227.Voltei a Residência
- 228.Voz geral
- 229.Zé Carioca